# Liste der Bodendenkmäler in Pastetten
Auf dieser Seite sind die Bodendenkmäler in der oberbayerischen Gemeinde Pastetten zusammengestellt. Diese Tabelle ist eine Teilliste der Liste der Bodendenkmäler in Bayern. Grundlage ist die Bayerische Denkmalliste, die auf Basis des Bayerischen Denkmalschutzgesetzes vom 1. Oktober 1973 erstmals erstellt wurde und seither durch das Bayerische Landesamt für Denkmalpflege geführt wird. Die folgenden Angaben ersetzen nicht die rechtsverbindliche Auskunft der Denkmalschutzbehörde.

## Bodendenkmäler der Gemeinde Pastetten

### Bodendenkmäler in der Gemarkung Pastetten
| Lage                 | Objekt | Akten-Nr.     | Bild |
| -------------------- | --- | ------------- | ---- |
| Pastetten (Standort) | Verebnete Viereckschanze der späten Latènezeit. | D-1-7737-0046 |      |
| Pastetten (Standort) | Verebnete Viereckschanze der späten Latènezeit. | D-1-7737-0049 |      |
| Pastetten (Standort) | Siedlung und verebnete Viereckschanze der späten Latènezeit sowie Siedlung des Jungneolithikums (Münchhöfener Kultur) und des Endneolithikums.                                                                             | D-1-7737-0150 |      |
| Pastetten (Standort) | Siedlung vor- und frühgeschichtlicher Zeitstellung. | D-1-7737-0229 |      |
| Pastetten (Standort) | Grabenwerk vor- und frühgeschichtlicher Zeitstellung. | D-1-7737-0268 |      |
| Pastetten (Standort) | Untertägige mittelalterliche und frühneuzeitliche Befunde im Bereich der Katholischen Pfarrkirche St. Martin in Pastetten und ihres Vorgängerbaus.                                                                         | D-1-7737-0269 |      |
| Pastetten (Standort) | Untertägige mittelalterliche und frühneuzeitliche Befunde im Bereich der Katholischen Pfarrkirche St. Michael in Reithofen und ihres Vorgängerbaus.                                                                        | D-1-7737-0271 |      |
| Pastetten (Standort) | Untertägige mittelalterliche und frühneuzeitliche Befunde im Bereich der Katholischen Filialkirche St. Nikolaus in Poigenberg und ihres Vorgängerbaus.                                                                     | D-1-7737-0273 |      |
| Pastetten (Standort) | Untertägige mittelalterliche und frühneuzeitliche Befunde im Bereich der Katholischen Filial- und Wallfahrtskirche St. Ottilia in Taing und ihrer Vorgängerbauten.                                                         | D-1-7737-0275 |      |
| Pastetten (Standort) | Untertägige mittelalterliche und frühneuzeitliche Befunde im Bereich der Katholischen Filialkirche St. Sylvester in Harthofen und ihres Vorgängerbaus.                                                                     | D-1-7737-0277 |      |
| Pastetten (Standort) | Siedlung des Neolithikums. | D-1-7737-0330 |      |
| Pastetten (Standort) | Siedlung vorgeschichtlicher Zeitstellung, unter anderem der frühen und mittleren Bronzezeit, Brandbestattungen der Bronzezeit, Verhüttungsplatz der Eisenzeit sowie Siedlung der späten Latènezeit und der Karolingerzeit. | D-1-7737-0332 |      |
| Pastetten (Standort) | Siedlung vorgeschichtlicher Zeitstellung, unter anderem der späten Latènezeit. | D-1-7737-0359 |      |
| Pastetten (Standort) | Siedlung vorgeschichtlicher Zeitstellung, unter anderem der frühen Bronzezeit und der Latènezeit. | D-1-7737-0361 |      |
| Pastetten (Standort) | Siedlung vorgeschichtlicher Zeitstellung. | D-1-7737-0365 |      |
| Pastetten (Standort) | Verebnete Viereckschanze der späten Latènezeit sowie Siedlung vorgeschichtlicher Zeitstellung, unter anderem des Neolithikums.                                                                                             | D-1-7737-0366 |      |
| Pastetten (Standort) | Siedlung vor- und frühgeschichtlicher Zeitstellung, u.a der mittleren und späten Latènezeit und der römischen Kaiserzeit.                                                                                                  | D-1-7737-0367 |      |
| Pastetten (Standort) | Siedlung der jüngeren und späten Latènezeit. | D-1-7737-0375 |      |
| Pastetten (Standort) | Siedlung vorgeschichtlicher Zeitstellung, unter anderem der jüngeren Latènezeit. | D-1-7737-0376 |      |
| Pastetten (Standort) | Siedlung vorgeschichtlicher Zeitstellung, unter anderem der Latènezeit. | D-1-7737-0386 |      |
| Pastetten (Standort) | Villa rustica der römischen Kaiserzeit und Körpergräber vor- und frühgeschichtlicher Zeitstellung. | D-1-7837-0058 |      |
| Pastetten (Standort) | Verebneter Grabhügel oder Siedlung vor- und frühgeschichtlicher Zeitstellung. | D-1-7837-0111 |      |
| Pastetten (Standort) | Siedlung der frühen Bronzezeit und der mittleren Bronzezeit sowie Befestigung der frühen Neuzeit. | D-1-7837-0133 |      |
| Pastetten (Standort) | Siedlung vorgeschichtlicher Zeitstellung, unter anderem der frühen Bronzezeit und der späten Latènezeit. | D-1-7837-0185 |      |

### Bodendenkmäler in der Gemarkung Wörth
| Lage             | Objekt                                              | Akten-Nr.     | Bild |
| ---------------- | --------------------------------------------------- | ------------- | ---- |
| Wörth (Standort) | Siedlung vor- und frühgeschichtlicher Zeitstellung. | D-1-7737-0070 |      |